# 2nd to None
2nd to None foi uma espécie de continuação do Elvis: 30#1 Hits do cantor Elvis Presley, essa coletânea apresenta algumas músicas que fizeram sucesso em vários países, incluindo EUA e Inglaterra. Esse disco fez um sucesso um pouco inferior ao "Elvis: 30 #1 Hits", mas mesmo assim foi um dos maiores êxitos do ano de 2003 e consequentemente de Elvis. A música "Rubberneckin" seguiu os mesmos passos da antecessora "A Little Less Conversation" e se tornou em um grande sucesso mundial, também um pouco inferior a sua antecessora, é um remix do DJ inglês Paul Oakenfold.

## Faixas
- That's All Right (1:57)
- I Forgot to Remember to Forget (2:29)
- Blue Suede Shoes (2:00)
- I Want You, I Need You, I Love You (2:40)
- Love Me (2:44)
- Mean Woman Blues (2:16)
- Loving You (2:16)
- Treat Me Nice (2:12)
- Wear My Ring Around Your Neck (2:15)
- King Creole (2:09)
- Trouble (2:18)
- I Got Stung (1:51)
- I Need Your Love Tonight (2:06)
- A Mess of Blues (2:41)
- I Feel So Bad (2:55)
- Little Sister (2:32)
- Rock-A-Hula Baby (2:00)
- Bossa Nova Baby (2:07)
- Viva Las Vegas (2:25)
- If I Can Dream (3:10)
- Memories (3:07)
- Don't Cry Daddy (2:47)
- Kentucky Rain (3:19)
- You Don't Have To Say You Love Me (2:31)
- An American Trilogy (4:39)
- Always on My Mind (3:38)
- Promised Land (2:58)
- Moody Blue (2:49)
- I'm a Roustabout (2:11)
- Rubberneckin' (Paul Oakenfold Remix) (3:29)

| Críticas profissionais                                                      | Críticas profissionais |
| Avaliações da crítica                                                       | Avaliações da crítica  |
| Fonte                                                                       | Avaliação              |
| --------------------------------------------------------------------------- | ---------------------- |
| All Music Guide                                                             | [ 1 ]                  |
| Esta tabela precisa de ser acompanhada por texto em prosa. Consulte o guia. |                        |

## Paradas musicais
- EUA - 3º - Billboard Sales - 2003
- Inglaterra - 4º - 2003
- e entre as primeiras posições em vários países.